# Berkovci, Križevci
Berkovci este o localitate din comuna Križevci, Slovenia, cu o populație de 134 de locuitori.